# Danbury Ice Arena
Danbury Ice Arena är en multiarena i Danbury, Connecticut, som har plats för cirka 3 000 åskådare. Den byggdes 1999 och renoverades och byggdes ut 2004.
Arenan var hemmaarena för ishockeylaget Danbury Trashers i United Hockey League från 2004 till 2006, och New England Stars i North Eastern Hockey League 2006–07. 2008 skrev Danbury Mad Hatters från Eastern Professional Hockey League på ett hyreskontrakt med arenan och spelade en säsong innan ligan upplöstes.
Den 27 december 2009 meddelade den nybildade Federal Hockey League (FHL) att Danbury Arena skulle vara hem för Danbury Whalers. Den 3 april 2015 meddelade Danbury Ice Arena att de inte skulle förnya sitt kontrakt med Danbury Whalers. 2015 skapades Danbury Titans i FHL för att spela säsongen 2015–16. Titans upplöstes redan 2017.
2019 sålde familjen Hall, som hade ägt arenan i 18 år, arenan till Diamond Properties. Den nya ledningen, med Herm Sorcher från de tidigare FHL-organisationerna som verkställande direktör, tog in tre nya hyresgäster för säsongen 2019–20: Connecticut Whale från Premier Hockey Federation, Danbury Colonials i juniorligan till North American 3 Hockey League, och ett annat FHL-lag (sedan omdöpt till Federal Prospects Hockey League), Danbury Hat Tricks.